# Staffan Hedqvist
Staffan Tage Hedqvist, född 8 januari 1943 i Oscars församling i Stockholm, död 1 november 2011 i Valleberga, var en svensk produktionsledare, film- och teveproducent och konstnär. 

## Biografi
Hedqvist utbildade sig på Svenska Filminstitutets filmskola från 1967, under en tid då svensk film genomgick en banbrytande förändring och radikalisering. Han var medlem i Grupp 13, som i samarbete med Bo Widerberg skapade dokumentärfilmen Den vita sporten om Båstadskravallerna 1968. Hedqvist var organisatoriskt skicklig och engagerad i filmens utveckling. Han var rådgivare till Harry Schein på Filminstitutet och samarbetade med regissörer och filmskapare som Bo Widerberg, Jan Troell, Hasse Alfredson och Tage Danielsson, Keve Hjelm, Kay Pollak, Lars Lennart Forsberg, Maj Wechselmann och Stefan Jarl.
Från slutet av 1990-talet verkade Hedqvist som konstnär och var då aktiv i Östra Skånes Konstnärsgille. Tillsammans med hustrun Annika Isaksson drev han 2000–2011 Galleri Valleberga 20:31.

### Familj
Staffan Hedqvist var son till Tage Hedqvist och modetecknaren Britta Hedqvist, född Dahl. Han var gift 1969–1986 med designjournalisten Hedvig Hedqvist, född Tarschys, och från 1997 med dramapedagogen Annika Isaksson (1948–2011). Staffan Hedqvist var bror till Tom Hedqvist och far till Martin Hedqvist.

## Filmografi i urval
- Den vita sporten (1968, regi och foto)
- Rekordåren 1966, 1967, 1968... (1969, manus och regi med Lena Ewert och Ann-Charlotte Hult)
- Ådalen 31 (1969, regi Bo Widerberg)
- Jag heter Stelios (1972, regi Johan Bergenstråhle)
- Ingmar Bergmans värld (1972, regi Stig Björkman)
- Picassos äventyr (1978, regi Tage Danielsson)
- Kristoffers hus (1979, regi Lars Lennart Forsberg)
- För en snuvas skull (1981, regi Staffan Lamm)
- Ingenjör Andrées luftfärd (1982, regi Jan Troell)
- Älska mej (1986, regi Kay Pollak)
- Aida (1987, regi Claes Fellbom)
- Kråsnålen (1988, regi Lars Lennart Forsberg)
- Missionärerna (1988, regi Håkan Alexandersson)
- Brev ur tystnaden (1989, regi Claes Söderquist)
- Goda människor (1990, regi Stefan Jarl)
- Fly till vatten och morgon (1991, regi Göran Bohman)
- Ro ro till Fiskeskär (1992, regi Ulf Ryberg)
- Karlakórinn Hekla (1992, regi Guðny Halldórsdóttir)
- Ett rättfärdigt krig? (1992, regi Maj Wechselmann)
- Drömmen om Rita (1993, regi Jon Lindström)
- Jag är din krigare (1997, regi Stefan Jarl)
- Muraren (2002, regi Stefan Jarl)
- Terrorister – en film om dom dömda (2003, regi Stefan Jarl)
- Flickan från Auschwitz (2005, regi Stefan Jarl)

## Teveproduktioner i urval
- Ungkarlshotellet (1975, regi Lennart F Johansson)
- Godnatt, jord (1979, regi Keve Hjelm)